# وزارة التعاونيات والعمل والرعاية الاجتماعية (إيران)
وزارة التعاونيات والعمل والرعاية الاجتماعية (بالفارسية: وزارت تعاون، کار و رفاه اجتماعی ایران) هي هيئة حكومية إيرانية مسؤولة عن الإشراف على الأعمال التعاونية وتنظيم وتنفيذ السياسات المطبقة على العمل والشؤون الاجتماعية والإشراف على الضمان الاجتماعي في إيران التي تشكلت في 3 أغسطس 2011.
شُكِّلت الوزارة في عام 2011 بدمج وزارة التعاونيات ووزارة العمل ووزارة الرعاية الاجتماعية.
تتركز أنشطة هذه الوزارة في الدولة على تنظيم علاقات العمل، وحماية القوى العاملة، وإنشاء منصة لخلق فرص العمل. إحدى القضايا الأخرى لهذه الوزارة هي ريادة الأعمال. لهذا السبب، ستنظم وزارة العمل والرعاية الاجتماعية والرعاية الاجتماعية سنويًا التنظيم المنتظم لأفضل رواد الأعمال في البلاد، وسيتم التبرع بجوائز للفائزين في المهرجان الوطني لرواد الأعمال في إيران.